# Jonathan McDaniel
Jonathan Richard McDaniel (Long Beach, Califórnia), é um ator e rapper americano. Ficou mais conhecido por seu papel como Devon Carter, em That's So Raven, e Raven's Home. Também fez papéis em Johnny Kapahala: Back on Board, Kill Katie Malone, Mysterious Ways e Hit the Floor.

## Carreira
Em 2002, ele entrou na cena musical com seu single de estréia "It's the Weekend" de seu álbum de estréia All About J. Ele lançou mais tarde um álbum de acompanhamento no ano seguinte intitulado Back 2 J, que apresentou o single "Baby Girl".
Durante este período, ele começou sua carreira de ator, obtendo seu papel notável na série do Disney Channel, That's So Raven. Ele também apareceu no filme "Nora's Hair Salon", que estrelou Jenifer Lewis e Tatyana Ali em 2004. Após o lançamento de seus álbuns de estúdio em Hollywood Records, ele saiu e se juntou ao 845 Entertainment / SMC Recordings, lançando seu terceiro álbum "Back Like I Left" Somente em 2006.
McDaniel assinou com a gravadora Transmission Records, de Londres, em 2009 e lançou sua única single 'London Girl' em 16 de maio de 2010. Em 2012, McDaniel estrelou "In the Hive" com muita aclamação. O filme foi filmado em apenas 18 dias.. Em 2013, ele se juntou ao elenco da nova série da VH1 Hit the Floor. Jonathan tem uma filha chamada Aiza Jae McDaniel, nascida em 21 de agosto de 2013.

## Filmografia

### Cinema
| Ano  | Filme             | Papel                | Notas      |
| ---- | ----------------- | -------------------- | ---------- |
| 2004 | Ring of Darkness  | Coordinator          |            |
| 2004 | Nora's Hair Salon | Leronne              | Vídeo      |
| 2006 | Da Jammies        | Mike Fresh           | Short film |
| 2007 | South of Pico     | Fernando             |            |
| 2010 | Kill Katie Malone | Dixie                |            |
| 2010 | Burning Palms     | Trey                 |            |
| 2010 | Detention         | T-Loc                |            |
| 2012 | In the Hive       | Xavier "X" Keys Xtra |            |
| 2016 | My Many Sons      | Pete Froedden        |            |

### Televisão
| Ano       | Título                         | Programa     | Notas              |
| --------- | ------------------------------ | ------------ | ------------------ |
| 2003–2006 | That's So Raven                | Devon Carter | Elenco Recorrente  |
| 2007      | Johnny Kapahala: Back on Board | Sam Sterling | Filme de Televisão |
| 2009      | Cougar Town                    | Ryan         | Episódio: "Pilot"  |
| 2013–2016 | Hit the Floor                  | German Vega  | Elenco Principal   |
| 2017      | Raven's Home                   | Devon Carter | Elenco Recorrente  |

### Web
| Ano  | Título   | Programa   | Notas       |
| ---- | -------- | ---------- | ----------- |
| 2011 | Aim High | Derek Long | 6 episódios |

## Discografia

### Álbuns
| Ano  | Título                     |
| ---- | -------------------------- |
| 2002 | All About J                |
| 2003 | Back 2 J                   |
| 2006 | Back Like I Left Somethin' |

### Singles
| Ano  | Título                           |
| ---- | -------------------------------- |
| 2001 | "It's The Weekend"               |
| 2003 | "Baby Girl"                      |
| 2006 | "I Know (When We First Met)"     |
| 2010 | "'London Girl"                   |
| 2013 | "Birthday Feat. Fletcher & iE-Z" |